# 貝托·歐洛克
貝托·歐洛克（Beto O'Rourke；1972年9月26日—）是美國的一位政治人物。他的黨籍是民主黨。  自2013年開始，他是得克萨斯州第16選舉區選出的眾議院議員。在當選國會議員之前，他是埃尔帕索市的市議員。 2018年中期選舉，他在共和黨傳統鐵票倉得克萨斯州參加參議院選舉，並締造聯邦參議院選戰募款新紀錄。 最後他獲得48.3%的得票率，但依然不敵共和黨代表泰德·克魯茲的51%得票率，未能擔任參議院議員。  不過，他依然獲得克魯茲的代表的公開讚賞。
2019年3月14日，歐洛克宣布参加2020年总统选举。同年11月1日，他宣布退出竞选。在辯論期間，被問到美國槍械暴力問題：
 ... 在戰場上殺人 ... 那是当然的! 我们会拿走你的AR-15和AK-47。我们再也不会让这些枪支用来对付美国人的 ( ... kill people on a battlefield... Hell yes, we're going to take your AR-15, your AK-47. We're not going to allow it to be used like this on fellow Americans anymore. )